# Juan Luis de la Rosa Oña
Juan Luis de la Rosa Oña fue un torero español, nacido en Almería (Comunidad Autónoma de Andalucía) el 31 de mayo de 1926 y fallecido en la misma ciudad el 19 de diciembre de 2006, a los 80 años de edad.

## Biografía y trayectoria
Nacido en el centro de la capital almeriense, su primera experiencia taurina tuvo lugar durante la Feria de Almería de 1941, cuando participó en el espectáculo posterior a Los Bomberos de la Giralda. Participará luego en otras muchas novilladas sin picadores en la provincia de Almería y en otras ciudades: Granada, Melilla, Algeciras, Albacete y Bilbao. 
El 18 de julio de 1947 torea por primera vez con picadores, junto con Manolo González y Antonio Corona, con toros de Moreno Santamaría que le abrieron una grave herida en el muslo. Tras cinco novilladas con los picadores de El Castoreño, en las que vuelve a resultar herido, se presenta en la Las Ventas de Madrid el 8 de junio de 1947 presentado por Antonio Rangel y Francisco Agudo.
El diestro tomó la alternativa en Almería de 18 de enero de 1953 de manos del también almeriense Octavio Martínez, "Nacional", con Enrique Vera como testigo y toros de Manolo González. La corrida fue a beneficio de la construcción de la Ermita de Torregarcía, dedicada a a la Virgen del Mar, patrona de Almería. Salió a hombros tras cortar las dos orejas del quinto toro.
Más adelante, como matador, faenó en Vista Alegre y en numerosas ocasionesAlmería. Tras su retirada, fue asesor taurino en la Plaza de Toros de Almería y participó asiduamente en las tertulias taurinas del Hotel Torreluz de la capital almeriense. En su vida personal cultivó además diversas facetas artísticas, como el flamenco o la pintura.